# میخ‌پنجه غول‌پیکر
میخ‌پنجه غول‌پیکر (انگلیسی: Centropus colossus) یک گونه منقرض شده از پرندگان میخ‌پنجه است.